# Cardioidea
Cardioidea là một siêu họ của trai nước mặn, động vật thân mềm hai mảnh vỏ ở biển bao gồm họ Cardiidae (sò) còn tồn tại và họ Pterocardiidae đã tuyệt chủng.

## Phân loại
Những họ này được sắp xếp trong Cardioidea:
- Họ: Cardiidae Lamarck, 1809[2]
  - Phân họ Cardiinae Lamarck, 1809
  - Phân họ Clinocardiinae Kafanov, 1975
  - Phân họ Fraginae Stewart, 1930
  - Phân họ Laevicardiinae Keen, 1951
  - Phân họ †Lahilliinae Finlay & Marwick, 1937†
  - Phân họ Lymnocardiinae Stoliczka, 1870
  - Phân họ Orthocardiinae J. A. Schneider, 2002
  - Phân họ †Protocardiinae Bronn, 1849†
  - Phân họ Trachycardiinae Stewart, 1930
  - Phân họ Tridacninae Lamarck, 1819
- Họ: †Pterocardiidae Scarlato & Starobogatov, 1979
  - Chi †Pterocardia Bayan, 1874[3]
    - Loài †Pterocardia alata Rollier, 1912
    - Loài †Pterocardia brouzetense Cossmann, 1907
    - Loài †Pterocardia cochleata (Quenstedt, 1852)
    - Loài †Pterocardia corallina (Leymerie, 1845)
    - Loài †Pterocardia couloni Rollier, 1912
    - Loài †Pterocardia subminuta (d'Orbigny, 1850)
    - Loài †Pterocardia valfinense Rollier, 1912
    - Loài †Pterocardia wimmisense Rollier, 1912